# Starchiojd
Starchiojd è un comune della Romania di 4 484 abitanti, ubicato nel distretto di Prahova, nella regione storica della Muntenia.
Il comune è formato dall'unione di 6 villaggi: Brădet, Gresia, Rotarea, Starchiojd, Valea Anei, Zmeuret.
Nel corso del 2003 si sono staccati dal comune di Starchiojd i villaggi di Bătrâni e Poiana Mare, andati a formare il comune di Bătrâni.